# Christina (reka)
Christina River (predhodno Christiana River) je 56 km dolga reka, ki teče po ozemlju treh ameriških zveznih držav (Pensilvanija, Maryland in Delaware), nakar se izlije v reko Delaware. Njeno porečje znaša 1.470 km².
Ime je reka dobila po švedski kraljici Kristini, ko je tam bila ustanovljena prva švedska kolonija.